# Dame lume
Pour plus de détails, voir Fiche technique et Distribution.
Dame lume (en français donne-moi du feu), est un film espagnol tourné en galicien et réalisé par Héctor Carré, sorti en 1995.

## Synopsis
Dengue est un pompier timide. Innocent et passionné, il est la victime involontaire d'un complot visant à extorquer de l'argent à son père D. Santiago, un homme d'affaires puissant et corrompu. Il subit un chantage avec Candela, une prostituée qui est tombée amoureuse de lui.

## Fiche technique
- Titre : Dame lume
- Réalisation : Héctor Carré
- Scénario : Héctor Carré
- Musique : Bingen Mendizábal
- Photographie : Juan Carlos Gómez
- Montage : Nacho Ruiz Capillas
- Production : Héctor Carré
- Pays de production :  Espagne
- Genre : Thriller
- Durée : 102 minutes
- Date de sortie : 
  - Espagne : 1995

## Distribution
- Mercedes Sampietro : Gladys
- Juanjo Menéndez : D. Santiago
- Camilo Rodríguez : Dengue
- Ana Otero : Candela
- Beatriz Bergamín : Sonsoles
- Rodrigo Roel : Zuazo
- Evaristo Calvo : Termes
- Carles Sans : Borracho
- Nancho Novo : Vendedor

## Distinction
Le film a été nommé au prix Goya du meilleur nouveau réalisateur.